# 다소가레
타소가레(誰彼~たそがれ~)는 리프에서 2001년 2월 9일에 발매한 「Active Dramatize Novel」방식의 게임으로, 게임의 중간 중간이 애니메이션으로 이루어지는 시스템이 도입된 작품이다.